# St. Georg (Schwabelweis)

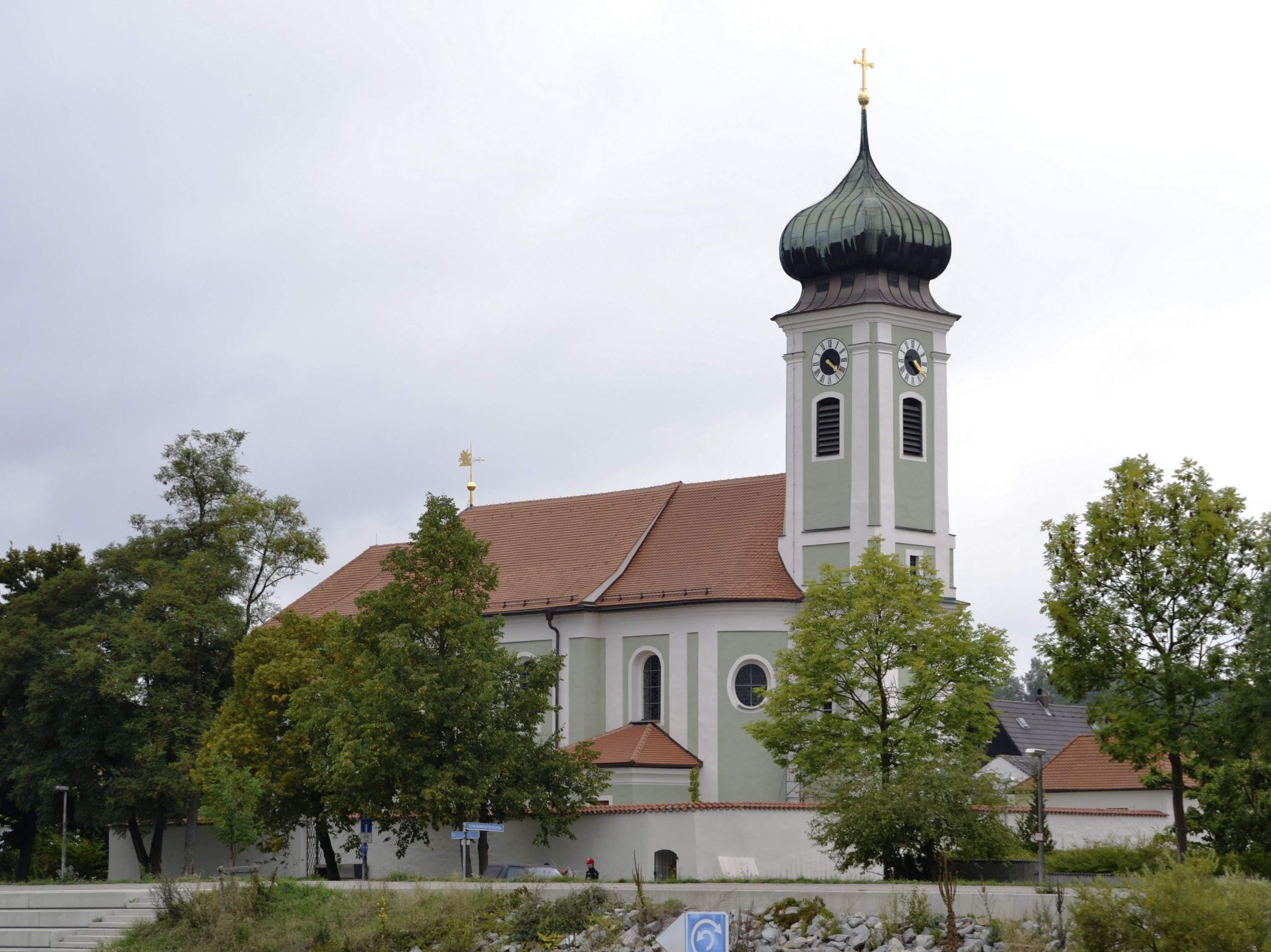
St. Georg in Schwabelweis

Die Kirche St. Georg befindet sich in der Schwabelweiser Kirchstraße 1 nahe dem Nordufer der Donau im Stadtteil Schwabelweis von Regensburg. Sie ist die römisch-katholische Pfarrkirche der gleichnamigen Gemeinde im Dekanat Regensburg des Bistums Regensburg und steht unter dem Patrozinium des hl. Georg.
Die spätbarocke Saalkirche wurde ab 1770 unter Frobenius Forster, dem  Fürstabt des Klosters St. Emmeram, erbaut und am 26. September 1776 geweiht. Sie ist eines von sechs Baudenkmälern in Schwabelweis.

## Geschichte

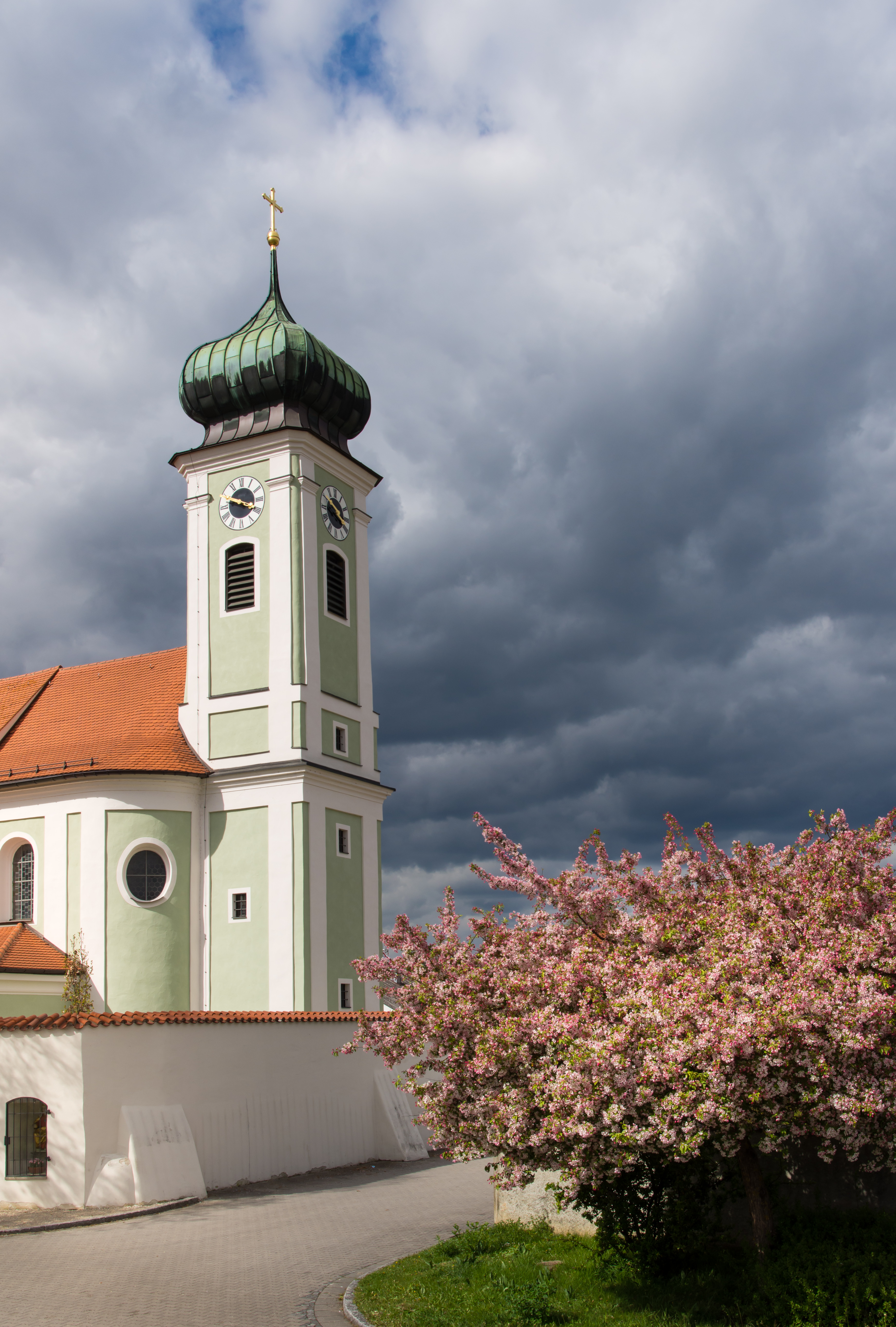
St. Georg in Schwabelweis

Bereits im 9. Jahrhundert, bei der Ersterwähnung des Ortes, spätestens um 1441 soll an dieser Stelle eine Kirche vorhanden gewesen sein. Davon erhalten ist eine kleine Glocke, ein Steinkreuz und eine kunstgeschichtlich bedeutende St.-Georgs-Figur. Die Kirche wurde im Laufe ihrer Geschichte dem Kloster Sankt Emmeram zugehörig und im Laufe der Zeit wurde sie zunehmend baufällig. Auf Drängen der Bevölkerung und auf Vermittlung des Bischofs ließ Frobenius Forster den alten Kirchenbau 1769 abreißen und erteilte um 1770 den Auftrag zum Bau der heutigen Kirche. Die Grundsteinlegung erfolgte am 26. September 1770, die Einweihung am 26. September 1776. Nach der Säkularisation wurde die Kirche 1817 zur Filialkirche von Tegernheim. 1911 wurde die Kirche zur Expositurkirche, 1924 im Rahmen der Eingemeindung zu Regensburg zur selbstständigen Pfarrkirche erhoben. Im Zweiten Weltkrieg wurde das Kirchengebäude durch Bombenangriffe leicht beschädigt. Da nach dem Zweiten Weltkrieg ein starker Anstieg der Gemeindemitglieder zu verzeichnen war, wurde 1949 im Westen ein Anbau mit einer Empore und im Norden ein Seitenschiff angebaut.

## Gebäude

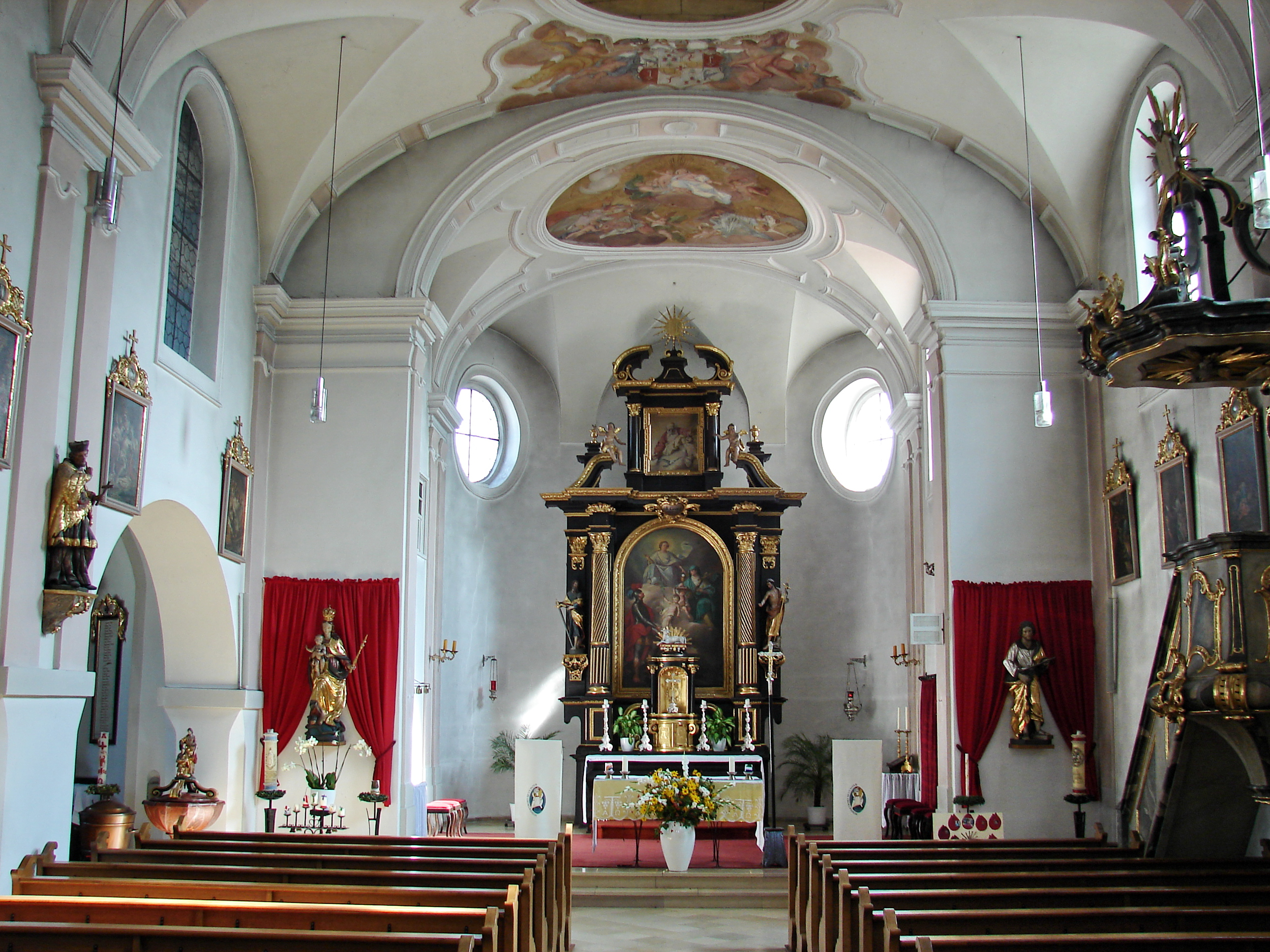
St. Georg: Innenraum

Die Kirche ist eine spätbarocke Saalkirche mit eingezogenem Chor, Walmdach und Ostturm mit Zwiebelhaube von 1770 bis 1776. 1949/50 erfolgte eine Erweiterung der Kirche nach Norden und Westen. Das Wappen des Erbauers der Kirche, geschaffen von Otto Gebhard, ist in der Mitte des Chorbogens zu sehen. Von dem Künstler stammen auch die Deckenfresken im Chor und im Langhaus. Der Hochaltar, ein Säulenretabel mit Auszug und Akanthusschmuck entstand um 1710 bis 1720 und stammt aus einer anderen Kirche. Die Kanzel ist um 1775 entstanden und ist mit Knorpelwerk geschmückt. Das Gemälde Pieta mit Trauernden wird von dem Kunsthistoriker Hans Christian Ries dem Münchner Kunstmaler des Neubarock Josef Wittmann  zugeschrieben und wurde ca. 1918 gemalt. Die Statue des hl. Nepomuk wurde bei einem Donau-Hochwasser 1909 angeschwemmt. Sie wurde später restauriert und an der Nordwand des Langhauses aufgestellt. Die Friedhofsmauer aus Bruchstein mit Stützpfeilern stammt aus dem 18. Jahrhundert.

## Orgel
1905 baute Willibald Siemann als sein Opus 156 unter Verwendung eines erhaltenen historischen Prospektes eine neue Orgel mit pneumatischen Kegelladen mit sechs Registern auf einem Manual und Pedal. Eduard Hirnschrodt erweiterte 1974 diese auf elf Register, verteilt auf zwei Manuale und Pedal. Dieser Umbau war die letzte Arbeit in der Werksgeschichte.